# Ebaeides fulva
Ebaeides fulva là một loài bọ cánh cứng trong họ Cerambycidae.